# Nintendo 64
Il Nintendo 64 (abbreviato N64) è una console da tavolo per videogiochi prodotta da Nintendo tra il 1996 e il 2002 e succeduta al Super Nintendo Entertainment System. 
La console utilizza le cartucce, nonostante appartenga a un'epoca in cui questi supporti erano ormai divenuti obsoleti per le console da tavolo e la concorrenza utilizzava il CD-ROM.
Il nome si riferisce ai 64 bit del suo microprocessore, sebbene il bus dati sia ridotto in realtà a 32 bit.
Si trattava di un sistema fortemente orientato alla grafica tridimensionale, grazie a un notevole coprocessore grafico.
Il Nintendo 64 ebbe buon successo, con oltre 32 milioni di unità vendute, ma sono molte meno rispetto alla concorrente PlayStation e meno anche rispetto allo SNES.

## Storia
Con il precedente Super Nintendo la Nintendo aveva dominato il mercato delle console con processore a 16 bit. A quei tempi avviò anche una collaborazione con la Sony, e successivamente con la Philips, per la realizzazione di un lettore CD-ROM per Super Nintendo (vedi SNES CD). La tecnologia del CD si stava affermando e grazie alla sua vasta capienza avrebbe permesso, rispetto alle tradizionali cartucce, giochi con contenuti multimediali e grafiche complesse. Tuttavia la collaborazione fallì per vari motivi.
Mentre gli altri esponenti della quinta generazione delle console da tavolo produssero nuovi sistemi a CD-ROM, tra cui la Sony che finì per sviluppare autonomamente la PlayStation, destinata a dominare il mercato, la Nintendo decise infine di rimanere con l'obsolescente supporto delle cartucce anche per la sua console di nuova generazione.
Il suo progetto di console si chiamava inizialmente Project Reality, e durante lo sviluppo fu mostrata grafica 3D molto avanzata per l'epoca. In parte la Nintendo fece un balzo tecnologico adottando un processore a 64 bit, mentre le maggiori concorrenti PlayStation e Sega Saturn si erano limitate a passare ai 32 bit. Project Reality, avviato nel 1993, era solo un nome in codice; nel 1994 il nome ufficiale della futura console divenne Ultra 64, in riferimento appunto ai 64 bit. La console, che prese poi il nome definitivo di Nintendo 64, subì molti ritardi e finalmente uscì, solo in Giappone, nel giugno 1996, mentre le concorrenti erano uscite quasi due anni prima. In Europa arrivò ufficialmente dopo altri nove mesi, nel marzo 1997; in Italia la console è stata messa in vendita dal Gruppo Giochi Preziosi sotto il marchio GiG.
Il Nintendo 64 ebbe buon successo, riuscendo a vendere oltre 32 milioni di unità durante tutto il suo ciclo vitale. Tuttavia non sono molte rispetto al precedente Super Nintendo, e sono decisamente poche rispetto alla concorrente PlayStation, che in tutto superò i 100 milioni e conquistò un vero mercato di massa, attirando anche un pubblico più adulto rispetto al Nintendo 64.
Nonostante un generale abbandono da parte degli sviluppatori di terze parti, che si orientavano sempre più verso la piattaforma vincente della PlayStation, sul Nintendo 64 sono nati grandi capolavori come Super Mario 64 o The Legend of Zelda: Ocarina of Time. I capolavori, oltre che dalla Nintendo stessa, vennero soprattutto da alcune aziende di spicco come Hudson Soft e Rare.
Lo sviluppo di applicazioni del Nintendo 64 terminò il 30 aprile 2002.
La console venne successivamente rivista in un nuovo formato, caratterizzato dalla console inglobata in un SOC presente direttamente nel joystick, prendendo il nome di iQue Player, prodotto nato dalla joint venture tra la Nintendo e lo scienziato Cinese-Americano Wei Yen, con l'obiettivo di vendere la console nel mercato cinese.

## Caratteristiche
La macchina si presenta come una scatola rettangolare di colore grigio scuro con gli spigoli arrotondati e che presenta sul lato superiore una fessura per l'inserimento delle cartucce contenenti i giochi e sulla parte frontale 4 connettori per i gamepad. 
Durante gli anni uscirono anche edizioni speciali caratterizzate da colori diversi, tra le quali spicca un'edizione limitata dedicata ai Pokémon, con un grosso Pikachu in rilievo.
L'hardware interno è piuttosto insolito e si basa su un processore VR4300 di tipo RISC prodotto dalla NEC Corporation. La velocità di clock di 93 MHz era elevata per il 1996, paragonabile ai computer di fascia medio-alta in commercio all'epoca. Il processore è a 64 bit, ma con bus dati a 32 bit, e ciò limita le effettive capacità in certe occasioni.
Il coprocessore grafico Silicon Graphics RCP era anch'esso relativamente potente, come ci si può aspettare da un sistema progettato quasi esclusivamente per la grafica tridimensionale. Il RCP è costituito da due unità indipendenti, ciascuna a 62 MHz: il Silicon Graphics RDP si occupa della creazione del disegno e delle immagini e il Silicon Graphics RSP effettua il calcolo matematico, compresi effetti complessi come z-buffer, antialiasing e transform and lighting.
Il sistema rendeva possibili effetti innovativi sui modelli poligonali 3D, tra cui la manipolazione delle texture. Tuttavia le dimensioni delle texture erano relativamente insufficienti e questo divenne presto un difetto tipico del Nintendo 64. La cache delle texture è infatti di soli 4 kB, che corrispondono a un massimo di 128x64 pixel a 4 bit, ma perlopiù venne usata a 64x64, risultando in texture poco curate sui poligoni di grandi dimensioni.
La possibilità di manipolazione delle texture ha anche un costo computazionale che, più veniva usata, più costringeva i programmatori a limitare il numero di poligoni totali, nonostante l'hardware ne potesse supportare migliaia alla volta.
Nominalmente, il Nintendo 64 può animare 180.000 poligoni al secondo, contro i circa 125.000 del Saturn e 150.000 della PlayStation. Ciononostante, il fogging a scopo di compensazione della poca qualità grafica sulle lunghe distanze venne usato fin troppo dagli sviluppatori, soprattutto di terze parti. Effetti indesiderati come bad clipping e pop-up (apparizione improvvisa di elementi man man che ci si avvicina) non erano rari.
Il coprocessore Silicon Graphics RCP si occupa anche del sonoro, che era un punto forte della console, dotata di ben cento canali audio stereo e supporto Dolby Surround. La mancanza dell'audio da CD fu ben compensata. L'assenza di un coprocessore sonoro indipendente fu forse scelta per ridurre i costi. Gli sviluppatori finirono per utilizzare anche alcune risorse dell'unità RDP per il sonoro.
La memoria è di tipo RDRAM da 4 MB, potente ma con prestazioni lente e condivisa da tutto il sistema. Tempo dopo la stessa Nintendo lanciò un'espansione di memoria (Expansion Pak) che divenne importante per eseguire molti titoli di punta.
La console funziona mediante cartucce che vengono direttamente inserite nella macchina. Questo sistema consente di immagazzinare meno dati rispetto ai CD-ROM, ma permette tempi di caricamento minimi, possibilità di salvataggio senza ausilio di memory card, presentando un sistema di riconoscimento delle cartucce tramite un circuito elettronico chiamato Checking Integrated Circuit affiancato da un bus di tipo Serial Peripheral Interface.
Gli strumenti di microprogrammazione forniti da Nintendo erano poco chiari secondo quanto comunemente testimoniato dagli sviluppatori, per cui molte aziende scelsero tool di programmazione alternativi..

### Interfacce
Presenta quattro uscite per i gamepad, in modo tale che si possa giocare con titoli multiplayer per quattro giocatori senza dover comprare supporti aggiuntivi come il Multitap di Sony. Sotto il gamepad è disponibile uno slot che consente di inserire periferiche addizionali. Davanti alla console è presente uno slot per inserire un nuovo banco di memoria RAM. A differenza del suo predecessore (il SNES), il Nintendo 64 non può fornire in uscita un segnale video RGB, e, nella versione europea, nemmeno S-Video. Questo significa che un N64 europeo ha come miglior segnale video possibile in uscita il video composito. Sotto alla console è presente uno slot utilizzato per collegare la console con il Nintendo 64DD, espansione hardware uscita solo in Giappone.

### Controller

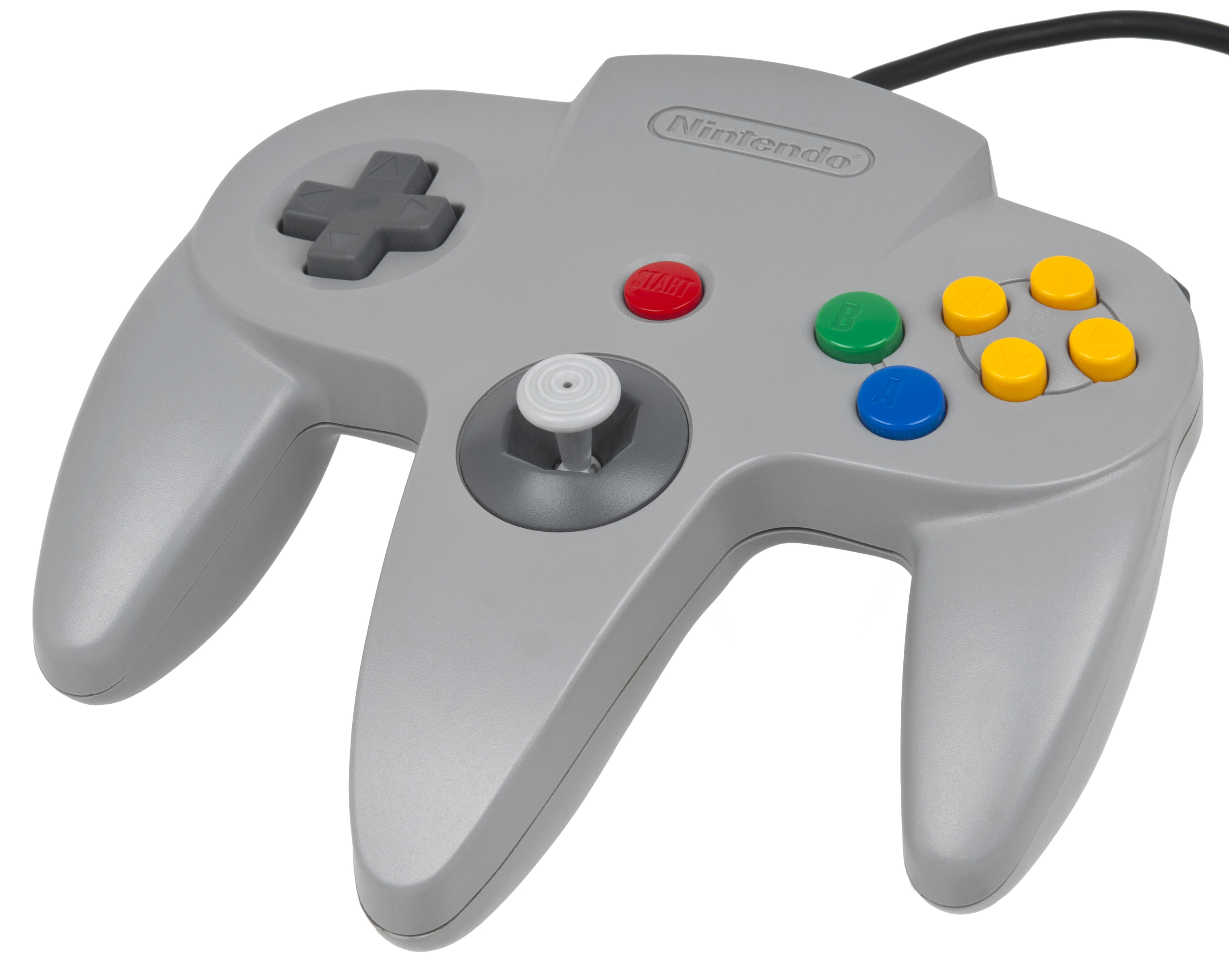
Controller della console

Il controller del Nintendo 64, tra i fan chiamato "tricorno" a causa della sua particolare forma con 3 maniglie per afferrarlo, presenta:
- Una leva analogica al centro del controller, con base ottagonale, sulla maniglia centrale;
- Una croce digitale posta a sinistra del controller;
- Sei tasti frontali, di cui due sono chiamati A e B (rispettivamente di colore blu e verde), gli altri quattro sono gialli, al centro dei quali vi è la lettera C e su ognuno di essi vi è una freccia direzionale (nel controller del Nintendo GameCube furono poi sostituiti da una seconda leva analogica, chiamata stick C);
- 3 tasti dorsali, di cui L ed R posti rispettivamente a sinistra e a destra, e Z è posto dietro la maniglia centrale del controller;
- Tasto START al centro del controller;
- Porta di espansione posta nella parte alta del retro del controller, ideata per accogliere accessori opzionali aggiuntivi (vedi #Componenti aggiuntivi).

Può essere usato in due configurazioni: nella prima lo si utilizza con le mani sulle maniglie esterne, trascurando la leva analogica e il tasto Z, nella seconda si predilige la maniglia centrale andando a sfruttare questi due elementi, trascurando la croce digitale e il tasto L. Comunque generalmente sono stati i giochi a "imporre" una delle due configurazioni di gioco. Il gioco The Legend of Zelda: Ocarina of Time introdusse una tecnica di gioco estremamente innovativa, che permetteva, ad esempio in un combattimento contro un nemico, di "agganciare" il bersaglio in questione, ovvero fare in modo che la telecamera lo inquadri automaticamente in ogni situazione di gioco, a prescindere dai movimenti effettuati dal personaggio protagonista e dal bersaglio stesso; essa è chiamata Z-targeting, proprio in funzione del fatto che quest'"aggancio" si effettua tramite pressione del tasto Z.
Le altre due grossissime novità di questo controller sono state le introduzioni nel mercato videoludico di massa la leva analogica, e la funzione di vibrazione (opzionale); data l'importanza di queste due nuove feature, in seguito anche Sony dotò la PlayStation di una revisione del proprio controller, realizzandone di fatto una seconda versione, il DualShock, che ora disponeva di due leve analogiche e della funzione di vibrazione integrata e autoalimentata.

## Specifiche tecniche
- Central Processing Unit:

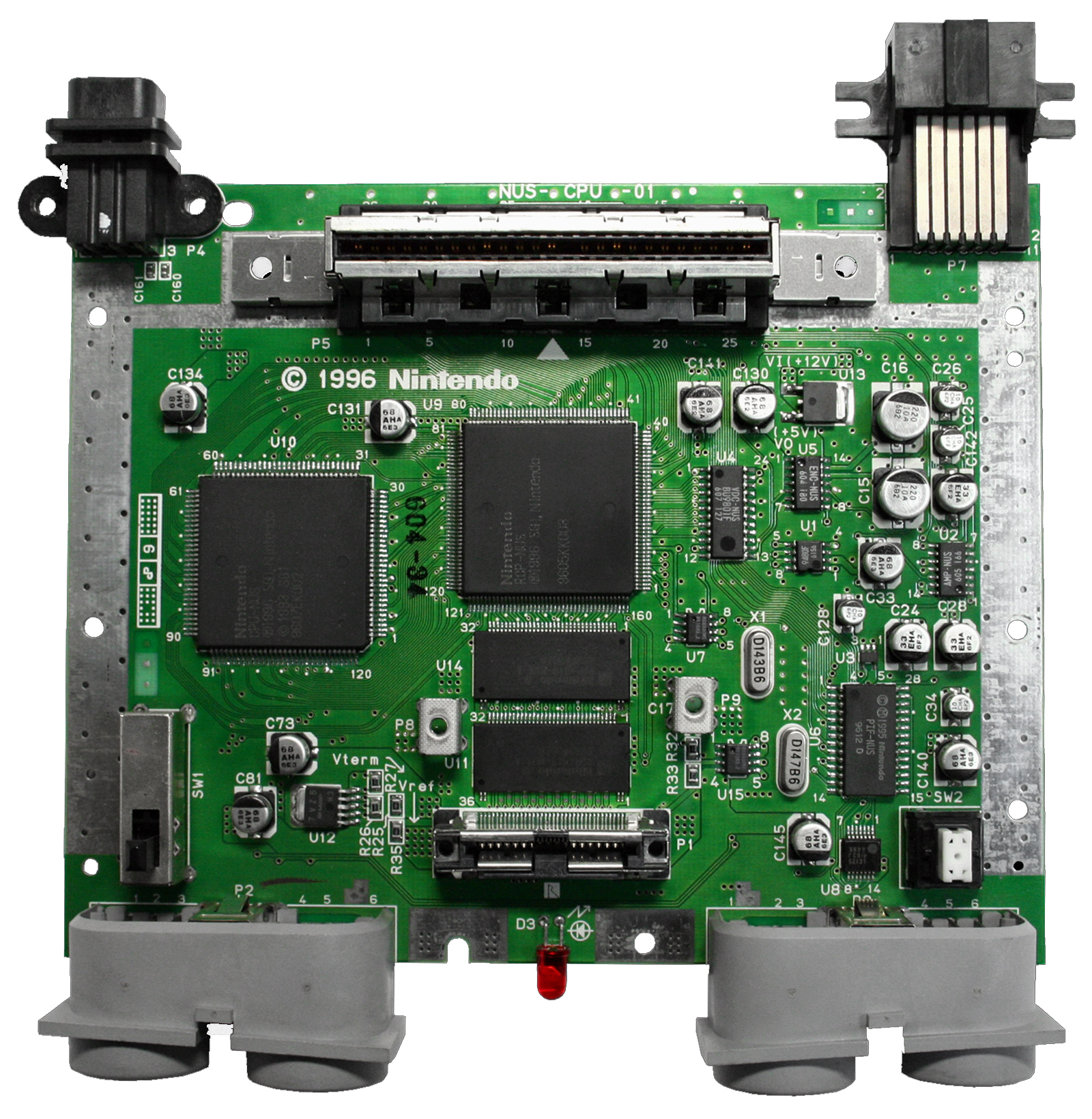
La scheda madre del Nintendo 64 con la CPU, l'RCP (il Reality Co-Processor) e la RDRAM

  - NEC VR4300-64 bit da 4,6 milioni di transistor a 93,75 MHz
  - 24 kB[12] cache di primo livello
  - Architettura MIPS / R4300i RISC
  - Capacità matematica totale della CPU: 93,0 milioni di operazioni al secondo
  - Processo di fabbricazione a 0,35 µm
- Graphics Processing Unit:
  - Coprocessore Silicon Graphics-RPC Reality 64 bit a 62,5 MHz
  - Unità vettoriale per interi a 8-bit
  - Rendering grafico di picco pari a 150.000 poligoni al secondo con tutte le elaborazioni[13], 600.000 poligoni monocromi al secondo.
  - Elaborazione:
    - Z-buffering
    - Anti-aliasing
    - Texture mapping
    - Filtro lineare (bilineare e trilineare)
    - Mip-mapping
    - Gouraud shading

  - Fillrate in pixel da 30 megasamples al secondo con Z-buffer
  - 16,7 milioni di colori (32.768 sullo schermo)
  - Risoluzioni:
Bassa risoluzione: 240p29,97 NTSC o 288p25 PAL
Alta risoluzione: 480i60 NTSC o 576i50 PAL[14]
Il rapporto d'aspetto standard per l'uscita video è il 4:3, ma alcuni giochi permettevano tramite le impostazioni un'uscita video anamorfico e quindi rendere l'immagine a 16:9, pur mantenendo la stessa risoluzione d'uscita[15]
  - Prestazioni GPU: 600 MegaFlop
- Memoria:
  - 4 MByte RDRAM
  - System Bandwidth 562,5 MB/secondo
  - Latenza di 640 nanosecondi
- Sonoro:
  - 16-bit stereo
  - 100 canali PCM lineare (massimo 16-24 di elevata qualità). Ogni canale occupa per intero un ciclo della CPU
  - Frequenza di campionamento a 48,0 kHz
  - Formati supportati: MIDI, MP3, ADPCM e Tracker
- Supporti di Memorizzazione:
  - Cartucce elettroniche da 4 a 64 MByte
- Controller con stick analogico, funzione di vibrazione e ingresso per memory card (Controller Pak)
- Input / Output:
  - 4 porte per controller
  - Porta d'espansione per Expansion Pak
  - Porta A/V con segnale di uscita composito e S-Video.

## Componenti aggiuntivi

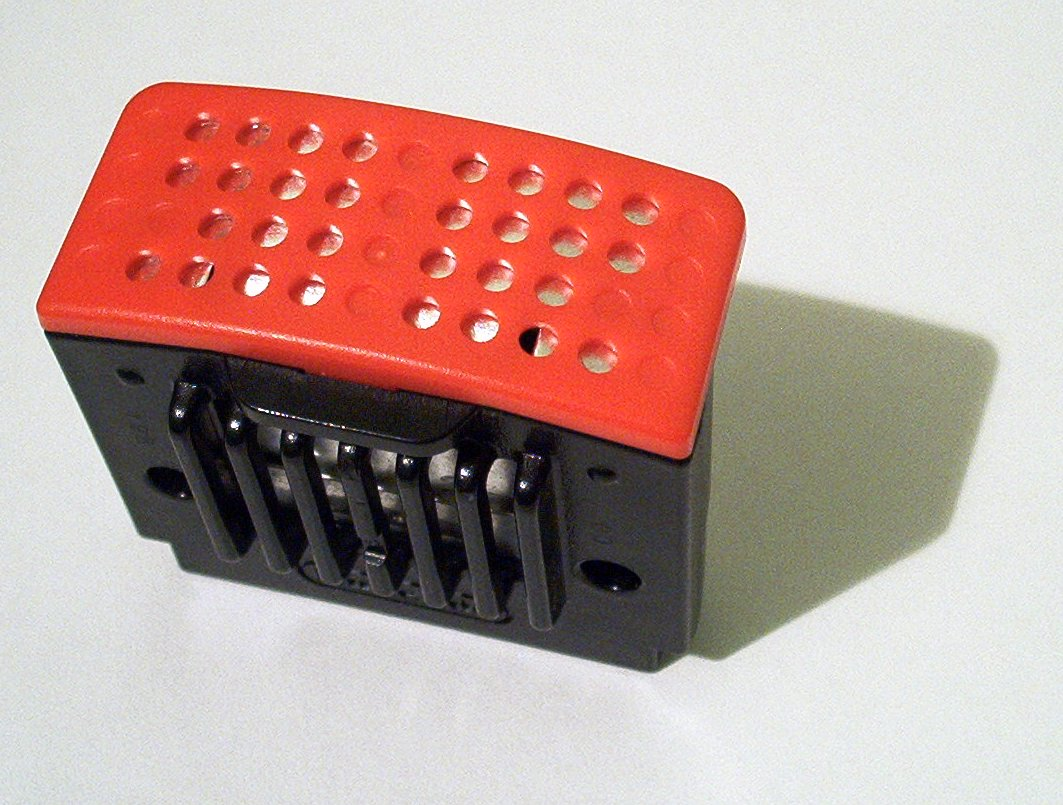
Expansion Pak

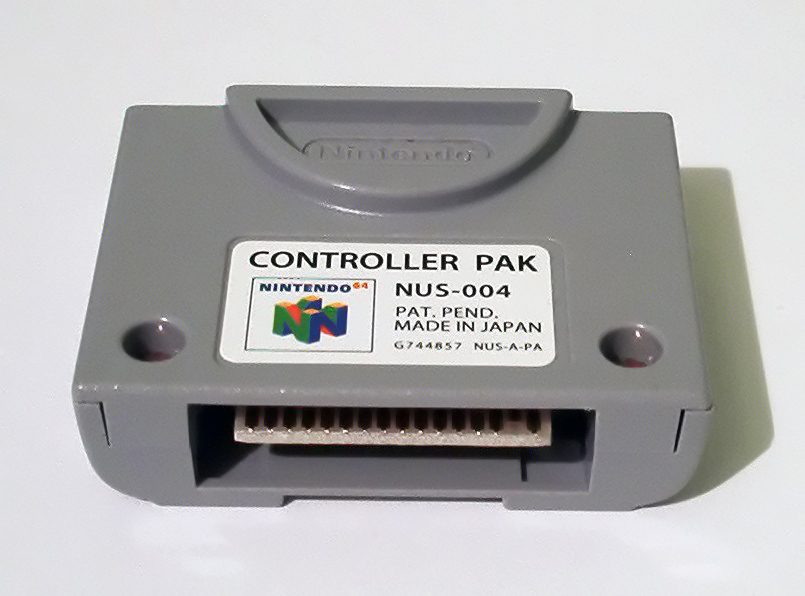
Controller Pak

Durante il ciclo di vita del Nintendo 64 vennero prodotti diversi componenti aggiuntivi ufficiali per la console:
- Expansion Pak: si tratta di un banco di 4 MB di RDRAM (Rambus DRAM) che va a affiancarsi al banco originale da 4 MB montato on-board, questo consente di raggiungere gli 8 MB di RAM, permettendo di utilizzare alte definizioni di gioco e molti altri miglioramenti. Sebbene sia supportato da diversi giochi, alcuni di questi possono funzionare solo se l'Expansion Pak è stato installato sulla console, mentre altri necessitano dell'Expansion Pak per poter attivare alcune funzionalità extra del gioco.
- Controller Pak: una scheda di memoria da 256 kB che si inserisce sotto il pad, divisa in 123 "pagine". Successivamente Nintendo decise di crearne altre versioni dalla dimensione da 1 fino a 4 MB.
- Rumble Pak: è un accessorio che inserito nel gamepad vibra durante la partita in seguito a eventi generati nell'ambiente di gioco. Questo accessorio ormai è considerato uno standard disponibile per tutte le console delle ultime generazioni. Si tratta di fatto di un motorino alimentato da 2 pile ministilo.
- Transfer Pak: è un accessorio che inserito nel controller permette di trasferire i dati di gioco tra il Nintendo 64 e il Game Boy, la console portatile Nintendo. In pratica questo accessorio aveva una sola utilità: poter trasferire sul Nintendo 64 le immagini catturate con la Game Boy Camera. In seguito fu adoperato nei giochi Pokémon Stadium e Pokémon Stadium 2 per passare dati dai tre titoli di Pokémon del Game Boy presenti all'epoca (Pokémon Rosso, Blu e Giallo) al Nintendo 64.

Molti giochi supportano sia la vibrazione del Rumble Pak sia il salvataggio sul Controller Pak e costringono spesso l'utente a sostituire le due periferiche durante il gioco.
Esistono inoltre periferiche non originali che incorporano sia la funzione di vibrazione sia quella di memoria.

## Videogiochi
In tutto vennero pubblicati ufficialmente quasi 400 giochi per Nintendo 64, contando tutti quelli usciti in Giappone (circa 200), nelle regioni PAL (circa 250) e nelle regioni NTSC (circa 300).
Secondo una selezione fatta dalla rivista Retro Gamer, dichiaratamente approssimativa data la difficoltà di scelta, i dieci più grandi giochi per Nintendo 64 sono GoldenEye 007, The Legend of Zelda: Ocarina of Time, Super Mario 64, Lylat Wars, F-Zero X, Banjo-Kazooie, Wave Race 64, Super Smash Bros., Blast Corps, Sin and Punishment.